# 莱茵兰-普法尔茨凯泽斯劳滕-兰道工业大学
莱茵兰-普法尔茨凯泽斯劳滕-兰道工业大学（简称： RPTU， 英语：University of Kaiserslautern-Landau  ）于2023年1月合并自凯撒斯劳滕工业大学和科布伦茨-兰道大学的兰道校区。  

## 院系设置
- 建筑学（凯泽斯劳滕）
- 土木工程（凯泽斯劳滕）
- 生物学（凯泽斯劳滕）
- 化学（凯泽斯劳滕）
- 电气和信息技术（凯泽斯劳滕）
- 计算机科学（凯泽斯劳滕）
- 机械和工艺工程（凯泽斯劳滕）
- 数学（凯泽斯劳滕）
- 物理学（凯泽斯劳滕）
- 空间和环境规划（凯泽斯劳滕）
- 社会科学（凯泽斯劳滕）
- 经济学（凯泽斯劳滕）
- 教育科学（兰道）
- 文化和社会科学（兰道）
- 自然与环境科学（兰道）
- 心理学（兰道）
- 生态毒理学（兰道）
- 社会传播学（兰道）

## 历史
凯泽斯劳滕校区源自于莱茵兰-普法尔茨州在1969年决定建立的，地跨特里尔和凯泽斯劳滕两市的特里尔-凯泽斯劳滕大学。该校继承前凯泽斯劳滕教育学院的教学楼，并于1971年开始在凯泽斯劳滕市北普法尔茨森林边缘建造新校园，并一直扩建至今天的规模。因为特里尔-凯泽斯劳滕大学发展迅速，两校于1975年拆分成特里尔大学和凯泽斯劳滕大学，凯泽斯劳滕大学于2003年改名凯泽斯劳滕工业大学。
兰道校区源自于莱茵兰-普法尔茨教育大学，该校始建于1969年10月1日。1990年10月1日，该校转设为科布伦茨-兰道大学。
2019 年，作为大学结构改革的一部分，莱茵兰-普法尔茨州决定拆分科布伦茨-兰道大学，并决定于2023年1月1日，将兰道校区与凯泽斯劳滕工业大学合并，组成莱茵兰-普法尔茨凯泽斯劳滕-兰道工业大学，科布伦茨校区继续作为独立的科布伦茨大学。 这所新成立的大学由双重校长领导，包括凯泽斯劳滕工业大学前任校长Arnd Poetzsch-Heffter和兰道校区前任副校长Gabriele Schaumann。